# 요시오카 정점
요시오카 정점(일본어: 吉岡定点, よしおかていてん 요시오카테이텐[*])은 일본 홋카이도 마쓰마에군 후쿠시마정에 있는 철도 시설이다.

## 개요
이 시설은 닷피 정점과 함께 세이칸 터널 안에 있는 철도역으로 1988년부터 2014년까지 요시오카카이테이역(일본어: 吉岡海底駅, よしおかかいていえき 요시오카카이테이에키[*]이라는 이름으로 존재했으나 일반 승객들이 기본적으로 승하차할 수는 없었다. 다만, 견학권을 예약하는 경우에는 승하차가 가능하였다.
홋카이도 마쓰마에반도의 끝부분의 해발 고도 -149.5 m에 위치한 철도역이었다. 역 자체는 여객 영업을 전제로 설치된 것이 아니고, 세이칸 터널의 홋카이도 부분 말단부로서 비상시에 승객들의 대피, 보선 기지, 터널 유지 보수를 위한 목적으로 지어졌다. 2006년 3월 18일 이전에는 정기 열차도 정차하였고, 그 이후에 임시 열차만 정차하였을 때에도 견학 등을 목적으로 하는 경우에 한해 승하차가 가능하였으나, 현재는 홋카이도 신칸센의 착공으로 관련 공사를 위한 기지로 지정되어 여객의 승하차는 불가능하게 되었으며, 영업 열차가 한 편도 정차하지 않게 되었다. 2014년부터는 긴급 대피 용도로 계속 사용된다.

## 역 구조
2면 2선의 상대식 승강장을 갖추고 있었으나, 처음에 지어졌을 때부터 정규 여객 영업용으로 지어진 것이 아니며 때문에 승강장의 폭이 84 cm 정도로 매우 좁았다.

## 역 주변
요시오카 마을 인근에 위치하고 있으며, 부근에는 해저 터널의 입구와 기념 공원이 설치되어 있다. 단 해저 터널로의 입구는 비상시를 제외하고는 관계자 밖에 출입하지 못하도록 되어있다.

## 역사
- 1988년 3월 13일: 홋카이도 여객철도의 가이쿄 선 개업과 동시에 신설됨.
- 2006년
  - 3월 18일: 홋카이도 신칸센 공사로 정기 열차가 정차하지 않게 됨.
  - 8월 28일: 임시 열차가 운행을 종료하게 되어 모든 열차가 정차하지 않게 됨.
- 2013년 3월 23일: 최후의 임시 열차가 정차함.
- 2014년 3월 15일: 철도역 영업 종료, 폐지됨.

## 같이 보기
- 세이칸 터널
- 닷피 정점